# Oxychilus alliarius
Espèce
Oxychilus alliarius est un petit escargot de la famille des Zonitidae.